# Phoroncidia ryukyuensis
Phoroncidia ryukyuensis is een spinnensoort in de taxonomische indeling van de kogelspinnen (Theridiidae).
Het dier behoort tot het geslacht Phoroncidia. De wetenschappelijke naam van de soort werd voor het eerst geldig gepubliceerd in 1979 door Hajime Yoshida.